# Moqueur d'Española
Mimus macdonaldi
Pour les articles homonymes, voir Moqueur.
Espèce
Statut de conservation UICN

 VU  : Vulnérable
Le Moqueur d'Española (Mimus macdonaldi) est une espèce d'oiseau de la famille des Mimidae. Il est endémique d'Española dans les Îles Galápagos (Équateur). Il se trouve dans les forêts sèches et est omnivore, bien qu'il s'agisse principalement d'un carnivore ou d'un charognard. L'espèce a une structure sociale très territoriale et n'a pas peur des humains. C'est la seule espèce d'oiseau moqueur des Galápagos que Charles Darwin n'a pas vu ou collecté lors du second voyage du HMS Beagle.

## Description
Semblable aux autres espèces d'oiseaux moqueurs des Galápagos, cette espèce a un plumage tacheté de gris et de brun avec un ventre blanc. Une longue queue et des pattes donnent à l'oiseau son apparence distinctive. L'espèce a un bec long et fin, utile pour puiser dans les œufs d'oiseaux de mer. L'espèce a le plus gros bec de tous les moqueurs des Galápagos.

## Habitat
Ses habitats naturels sont des forêts sèches subtropicales ou tropicales et des arbustes. Nichant uniquement sur l'île Española, l'oiseau peut être trouvé dans tout le maquis sec de l'île.

## Régime alimentaire
L'espèce a un régime alimentaire omnivore, mais est principalement un prédateur ou un charognard. Le moqueur d'Española est capable de manger les œufs des oiseaux de mer nichant sur l'île, ainsi que des animaux morts et de tuer d'autres prédateurs, tels que le Faucon des Galápagos. Parfois, tout comme le pinson vampire, ils se nourrissent du sang des oiseaux de mer blessés.

## Comportement
L'oiseau est extrêmement agressif et curieux, et n'a aucune peur des humains. L'oiseau poursuivra les touristes à la recherche de nourriture, de boisson ou de tout objet inhabituel. Les oiseaux ont une forte structure sociale organisée en groupes familiaux. Très territoriaux, ces groupes chasseront en coopération dans leur zone et la défendront contre d'autres groupes. Les membres de rang inférieur du groupe aideront à prendre soin des jeunes.

## Statut
L'oiseau est considéré comme vulnérable à l'état sauvage par BirdLife International en raison principalement de sa superficie limitée. L'écosystème fragile et le risque élevé de conditions météorologiques défavorables exposent l'espèce à un risque particulier de perte de population.

## Sources
- (en) Cet article est partiellement ou en totalité issu de l’article de Wikipédia en anglais intitulé « Hood mockingbird » (voir la liste des auteurs).